# Gmina Kraljevec na Sutli
Gmina Kraljevec na Sutli (chorw. Općina Kraljevec na Sutli) – gmina w Chorwacji, w żupanii krapińsko-zagorskiej. W 2011 roku liczyła 1727 mieszkańców.